# فيرنر فينتر (جندي)
فيرنر فينتر (بالألمانية: Werner Winter)‏ هو جندي ألماني، ولد في 26 مارس 1912 في هامبورغ في ألمانيا، وتوفي في 9 سبتمبر 1972 في كيل في ألمانيا.